# Racemosae (Bulbophyllum)
Racemosae es una sección del género Bulbophyllum perteneciente a la familia de las orquídeas.

## Especies
1. Bulbophyllum allenkerrii Seidenf. 1979 Laos y Tailandia
2. Bulbophyllum bariense Gagnep. 1930 Vietnam
3. Bulbophyllum bittnerianum Schlechter 1910 Tailandia
4. Bulbophyllum compressum Teijsm. y Binn. 1862 Sumatra, Java, Borneo y Sulawesi
5. Bulbophyllum dissitiflorum Seidenf. 1979 Tailandia
6. Bulbophyllum insulsoides Seidenf. 1973 publ. 1974 Taiwán
7. Bulbophyllum intricatum Seidenf. 1979 Tailandia
8. Bulbophyllum laoticum Gagnep. 1830 Laos
9. Bulbophyllum levinei Schltr. 1924 Vietnam y China
10. Bulbophyllum lindleyanum Griff. 1851 India, Tailandia y Birmania
11. Bulbophyllum longibracteatum Seidenf. 1979 Tailandia y Laos
12. Bulbophyllum microtepalum Rchb. f. 1864 Birmania y Tailandia
13. Bulbophyllum parviflorum C.S.P.Parish y Rchb.f. 1874 Himalayas orientales, Bután, Birmania, Tailandia y Vietnam
14. Bulbophyllum peninsulare Seidenf 1979. Tailandia
15. Bulbophyllum phayamense Seidenf. 1979 Isla de Andamán  sur de Tailandia
16. Bulbophyllum wrayi Hook.f. 1890 Malasia, Java y Sumatra